# Tino Kadewere
Philana Tinotenda "Tino" Kadewere (født 5. januar 1996) er en zimbabwisk professionel fodboldspiller, som spiller for Grækenlands Super League-klubben Aris Thessaloniki F.C. og Zimbabwes landshold.

## Klubkarriere

### Tidlige karriere
Kadewere begyndte sin karriere hos Harere City i hans hjemland, før han i august 2015 skiftede til svenske Djurgårdens IF på en lejeaftale med mulighed for at gøre aftalen permanent. Denne mulighed blev taget ved nytårsdag 2016, hvor han skiftede permanent til klubben.
Kadewere scorede den 27. maj 2018 fire mål i en kamp, da Djurgården slog IK Sirius 5-1.

### Le Havre
Kadewere skiftede i juli 2018 til Le Havre på en fast aftale.

### Olympique Lyon
Kadewere skiftede i januar 2020 til Olympique Lyon, og som del af aftalen blev han lånt direkte tilbage til Le Havre. Han blev i 2019-20 sæsonen topscorer i Ligue 2, da han scorede 20 mål på sæsonen. Han blev del af Lyon mandskabet fra 2020-21 sæsonen.
Kadewere blev i august 2022 udlejet til spanske RCD Mallorca.

### Nantes
Kadewere blev i januar 2024 igen udlejet, denne gang til FC Nantes. Efter at Nantes i maj af samme år var sikret fra at rykke ned, så aktiverede en klausul i aftalen, og skiftet blev som resultat gjort permanent.

## Landsholdskarriere
Kadewere debuterede for Zimbabwes landshold den 21. juni 2015. Han har været del af Zimbabwes trupper til flere internationale tuneringer.

## Titler
Djurgårdens IF
- Svenska Cupen: 1 (2017–18)

Zimbabwe
- COSAFA Cup: 1 (2018)

Individuelle
- Ligue 2 topscorer: 1 (2019–20)